# Małgorzata Serbin
Małgorzata Serbin (ur. 1966 w Szczecinie) – polska pływaczka i zawodniczka sportów motorowych.

## Biografia
W młodości uprawiała pływanie, zdobywając mistrzostwo i rekord Polski juniorek na dystansie 100 i 200 metrów stylem grzbietowym. Dwukrotnie była również mistrzem Polski płetwonurków. W 1991 roku zadebiutowała Polskim Fiatem 126p w WSMP, zajmując trzecie miejsce w klasie N1. Rok później zdobyła wicemistrzostwo N1. W 1993 roku zadebiutowała w Formule Easter, natomiast w sezonie 1994 rozpoczęła rywalizacje w Pucharze Cinquecento. Sezon 1995 zakończyła mistrzostwem wyścigów górskich w Pucharze Cinquecento, a sezon 1996 – wicemistrzostwem. W 1997 roku została wyścigowym mistrzem Polski w klasie A-1000. W 1999 roku uczestniczyła w Pucharze Renault Mégane, a w latach 2000–2001 – w Pucharze Alfy Romeo 156. Po zakończeniu kariery wyścigowej powróciła do pływania, uczestnicząc m.in. w pływackich mistrzostwach świata Masters.

## Wyniki
| Legenda oznaczeń w tabelach wyników Wyświetl szablon na nowej stronie | Legenda oznaczeń w tabelach wyników Wyświetl szablon na nowej stronie                                                                     |
| Oznaczenie                                                            | Wyjaśnienie |
| --------------------------------------------------------------------- | --- |
| Złoty                                                                 | Zwycięzca lub mistrzostwo |
| Srebrny                                                               | 2. miejsce lub wicemistrzostwo |
| Brązowy                                                               | 3. miejsce lub II wicemistrzostwo |
| Zielony                                                               | Ukończył, punktował (w klasyfikacji generalnej, gdy zdobył co najmniej jeden punkt na przestrzeni sezonu, poza trzema powyższymi opcjami) |
| Niebieski                                                             | Ukończył, nie punktował (w klasyfikacji generalnej, gdy nie zdobył co najmniej jednego punktu na przestrzeni sezonu)                      |
| Czerwony                                                              | Nie zakwalifikował się (NZ) |
| Czerwony                                                              | Nie prekwalifikował się (NPK) |
| Różowy                                                                | Nie ukończył (NU) |
| Różowy                                                                | Niesklasyfikowany (NS) (w klasyfikacji generalnej, gdy nie został sklasyfikowany w żadnym wyścigu sezonu)                                 |
| Czarny                                                                | Zdyskwalifikowany (DK) |
| Czarny                                                                | Wykluczony (WYK/EX) |
| Biały                                                                 | Nie wystartował (NW) |
| Biały                                                                 | Kontuzjowany (K/INJ) |
| Biały                                                                 | Wyścig odwołany (OD/C) |
| Bez koloru                                                            | Został wycofany (WYC/WD) |
| Bez koloru                                                            | Nie przybył (NP/DNA) |
| Bez koloru                                                            | Nie brał udziału w treningach (NT/DNP) |
| Bez koloru                                                            | Nie został zgłoszony (–) |
| Pogrubienie                                                           | Start z pole position |
| Kursywa                                                               | Najszybsze okrążenie wyścigu |
| †                                                                     | Nie ukończył, ale jego rezultat został zaliczony ze względu na przejechanie więcej niż 90% dystansu wyścigu.                              |
| *                                                                     | Sezon w trakcie |
| 1/2/3                                                                 | Punktowana pozycja w sprincie kwalifikacyjnym                                                                                             |
| Lista systemów punktacji Formuły 1                                    | |

### Polska Formuła Easter
| Rok  | Zespół                        | Samochód   | Silnik | Wyniki w poszczególnych eliminacjach | Wyniki w poszczególnych eliminacjach | Wyniki w poszczególnych eliminacjach | Wyniki w poszczególnych eliminacjach | Wyniki w poszczególnych eliminacjach | Wyniki w poszczególnych eliminacjach | Pkt. | Msc. |
| ---- | ----------------------------- | ---------- | ------ | ------------------------------------ | ------------------------------------ | ------------------------------------ | ------------------------------------ | ------------------------------------ | ------------------------------------ | ---- | ---- |
| 1993 |                               |            |        | Polska                               | Polska                               | Polska                               | Polska                               | Polska                               | Polska                               | 16   | 18   |
| 1993 | Autoklub Rzemieślnik Warszawa | Estonia 21 |        | 15                                   | -                                    | 20                                   | 12                                   | 12                                   | 10                                   | 16   | 18   |